# Strada statale

Strada statale 1

Als Strada statale (dt.: „Staatsstraße“, beides abgekürzt mit SS; Plural: Strade statali) werden in Italien Straßen von nationaler Bedeutung bezeichnet, die unter staatlicher Verwaltung stehen. Meist verbinden sie Städte, Grenzübergänge, Flughäfen, Häfen und andere wichtige Zentren. Das Staatsstraßennetz Italiens hat eine Länge von 12.000 km und wird von der Gesamtstaatlichen Autonomen Straßenverwaltung ANAS (Azienda Nazionale Autonoma delle Strade) instand gehalten.

## Geschichte
Das italienische Straßennetz, das im Jahre 1910 bereits 8.303 km Nationalstraßen, 44.671 km Landesstraßen (Strada provinciale) und 95.406 km Kommunalstraßen umfasste, wurde 1928 auf Anweisung des damaligen Staatschefs Benito Mussolini neu geordnet. 137 besonders wichtige Straßen wurden zu Staatsstraßen erklärt und fortan von der neu gegründeten Azienda Autonoma Statale della Strada verwaltet.
Die ersten neun Staatsstraßen folgen dem Verlauf alter Römerstraßen, von denen die ersten acht von Rom sternförmig, im Uhrzeigersinn aufwärtszählend, weglaufen. Die Staatsstraßen 10 bis 19 bilden größere Achsen innerhalb Festlanditaliens. Die übrigen Staatsstraßen wurden entsprechend ihrer geographischen Lage nummeriert.
- Nr. – Piemont und Aostatal
- Nr. – Lombardei und Trentino-Südtirol
- Nr.  Achse in Norditalien
- Nr. – Venetien (seit 1947 einige in Slowenien und Kroatien liegend)
- Nr. – Emilia-Romagna
- Nr. – Abruzzen
- Nr. – Kampanien
- Nr. – Kalabrien
- Nr. – Sizilien
- Nr. – Sardinien
- Nr. – Dalmatien (seit 1947 in Kroatien; 138 und 139 wurden 1942 festgelegt)

Ein Teil der 1928 eingerichteten Straßen liegt heute in Kroatien und Slowenien.
Nach 1951 wurden, insbesondere durch das Gesetz von 1958, zahlreiche Straßen zu Staatsstraßen erklärt, bis in den 1980er Jahren die Nr. 683 erreicht wurde. Auch erfolgten im Laufe der Zeit Änderungen im Verlauf von Staatsstraßen, wie bei der Strada statale 10, die zwischen Turin und Villanova d’Asti auf weiter nördlich liegende Straßen verlegt wurde. Dabei wurde die Strada statale 29 von ihrer Einmündung in die Strada statale 10 über deren Trasse bis Turin verlängert und das Stück bis Villanova als Seitenast der Strada statale 29 (SS29racc) ausgeschildert.
Durch das Gesetzesdekret Nr. 112 aus dem Jahre 1998 wurden zahlreiche Straßen zu Strade regionali (Regionalstraßen) oder zu Strade provinciali (Provinzialstraßen bzw. Landesstraßen) erklärt, diese unterstehen nicht mehr der Verwaltung der ANAS. Einige Regionen und Provinzen haben die Nummerierung ihrer Straßen verändert, andere haben lediglich die Abkürzung SS durch SR oder SP (bzw. im Südtirol auf Deutsch LS) ersetzt. In der Region Trentino-Südtirol haben die Autonomen Provinzen Bozen und Trient infolge des Gesetzesdekretes Nr. 320 vom 2. September 1997 die Straßenverwaltung übernommen.